# Коста (опера)
«Коста́» (осет. Къоста) — народная героико-эпическая музыкальная драма Христофора Плиева в 3 действиях, 7 картинах, на либретто Максима Цагараева и Иоакима Шароева. Премьера состоялась в 1960 году в Большом театре Союза ССР в рамках Декады осетинского искусства и литературы.

## История создания
Христофор Плиев задумал оперу, как музыкальное приношение великому осетинскому поэту, художнику и просветителю Коста Левановичу Хетагурову, приуроченный к столетию со дня его рождения. Авторы либретто — Максим Цагараев и Иоаким Шароев (он же постановщик премьерного спектакля). Сюжетная линия оперы основана на реальных событиях из жизни Хетагурова.
Изначально опера была одноактная (в 5 картинах). Впервые была поставлена в 1960 году в Большом театре СССР, на Декаде осетинской литературы и искусства. Опера была высоко оценена и зрителями, и критикой, газета «Советская культура» писала восторженные отзывы. Высказанные в адрес оперы одобрительные и критические замечания подтолкнули Xристофора Плиева к продолжению работы над оперой, существенно переработав и расширив её. В итоге новая редакция оперы вылилась в три действия и семь картин. В таком виде она уже была поставлена на сцене Северо-Осетинского музыкального театра, в 1962 году.
Так же в новой редакции опера была поставлена в 1974 году в Москве, на сцене Академического Музыкального театра им. К. Станиславского и В. Немировича- Данченко во время Декады осетинского искусства и литературы в Москве.
Опера более 25 лет открывала сезоны в Северо-Осетинском музыкальном театре.

## Действующие лица
- Коста, баритон
- Мать сирот, сопрано
- Кубады, бас
- Мать-земля, меццо-сопрано
- Анна Цаликова, сопрано
- Варвара Шредерс, сопрано
- Генерал-лейтенант Коханов, бас
- Адъютант, тенор
- Князь Дзахсоров, баритон
- Запевала, тенор

## Некоторые музыкальные номера
- Ария Коста из 2 действия («Если бы пел я, как нарт вдохновенный…»)
- Ариозо Коста из 1 и 3 действий
- Дуэт Коста и Анны
- Песня Кубады
- Хор «Взметнулось к небу пламя беспощадное»
- Хор «Додой»
- Хор «Проклятие Кубады»
- Величальный хор Коста

## Постановки
- 1960 — Большой театр, Москва (дирижёр — Вероника Дударова, режиссёр-постановщик — Иоаким Шароев, Коста — С. Харебов)
- 1960 — Северо-Осетинский государственный музыкальный театр (режиссёр-постановщик — Иоаким Шароев, Коста — С. Харебов).
- 1974 — Московский академический музыкальный театр имени К. С. Станиславского и Вл. И. Немировича-Данченко (дирижёр — Вероника Дударова, режиссёр-постановщик — Иоаким Шароев, Коста — Юрий Бацазов, Анна Цаликова — Долорес Билаонова)
- 2018 — Национальный театр оперы и балета Республики Северная Осетия-Алания (режиссёр-постановщик — Анатолий Галаов, Коста — Дзамболат Дулаев)

## Аудиозаписи
- 1966 — «Мелодия». Хор и оркестр Центрального телевидения и Всесоюзного радио. Дирижёр — Вероника Дударова. Коста — Ю. Якушев (баритон), Мать сирот — Н. Полякова (сопрано), Кубады — Г. Троицкий (бас), Мать-земля — А. Матюшина (меццо-сопрано), Анна — В. Бударева (сопрано), Коханов — А. Тихонов (бас), Адъютант — И. Картавенко (тенор), Князь — В. Селиванов (баритон), Запевала — А. Усманов (тенор)[2].

## Видеозаписи
- 1974 — МАМТ им. Станиславского и Н.-Данченко, дирижёр — Вероника Дударова, режиссёр-постановщик — Иоаким Шароев, Коста — Юрий Бацазов, Анна Цаликова — Долорес Билаонова и др.
- 2018 — Мариинский театр, дирижёр — Заурбек Гугкаев, режиссёр-постановщик — Анатолий Галаов, художник — Ибрагим Супьянов. Коста — Дзамболат Дулаев, Анна Цаликова — Инара Козловская, Мать Сирот — Ирина Гагитэ, Кубады — Геворг Григорян, Князь Дзахсоров — Вячеслав Козловский, Священник Алексий Колиев — Вадим Федотов, Варвара Шредерс — Елена Скалдина, плакальщица — Эмилия Цаллагова. Хор и оркестр Северо-Осетинского театра оперы и балета

## Цитаты
Газета «Советская культура»:

«Выразительная музыка Xристофора Плиева, лаконичное, драматургически крепкое либретто оперы, в котором М. Цагараев и И. Шароев убедительно использовали прекрасные стихи поэта и слова народных песен, обеспечили опере большой успех у москвичей. Этому в немалой степени способствовали интересное сценическое решение (режиссёр И. Шароев), большая тщательная работа, проделанная музыкальным руководителем спектакля, дирижёром В. Дударовой, яркое исполнение основных ролей артистами Северо-Осетинского музыкального драматического театра. Особенно запомнился образ Коста, необыкновенно выразительно решенный С. Харебовым».